# Ji Chun-gil
Đây là một tên người Triều Tiên, họ là Ji.
Ji Chun-gil (tiếng Hàn Quốc: 지춘길; 1943 – 2 tháng 11 năm 1995) là một sát nhân hàng loạt người Hàn Quốc. Từ tháng 3 đến tháng 10 năm 1990, ông đã giết sáu phụ nữ lớn tuổi ở Andong trong các vụ cướp, đốt cháy căn hộ của họ nhằm che đậy dấu vết. Ban đầu Ji bị kết án tù chung thân vì tội ác của mình, nhưng sau đó đã đổi thành án tử hình khi kháng cáo. Ji bị hành quyết vào năm 1995.

## Đầu đời
Sinh ra ở Daegu năm 1943, khi còn nhỏ, vì Ji mồ côi cha mẹ và không có ai chăm sóc, ông đã dành toàn bộ thời thơ ấu và tuổi thiếu niên để làm bất cứ điều gì mình thích. Ji thường đi du lịch khắp Daegu và cuối cùng phạm tội, từng bị bắt vì tội trộm cắp vào năm 1960, giam một thời gian tại trung tâm giam giữ vị thành niên. Trong 20 năm tiếp theo, Ji đã nhiều lần vào trại giam vì nhiều tội danh khác nhau, dành phần lớn thời gian sau song sắt.
Vào mùa thu năm 1989, Ji được thả khỏi Trung tâm giam giữ Cheongsong, sau đó ông cố gắng thích nghi trở lại với xã hội, nhưng do tiền án và tình trạng tài chính túng quẫn khiến ông không thể tìm được việc làm. Cay đắng và ngày càng có cảm giác bị khinh bỉ, Ji bắt đầu sống tại một ngôi nhà ở Songhyeon-dong, Daegu, tự cô lập mình với những người xung quanh.

## Gây án
Vào khoảng 1 giờ sáng ngày 7 tháng 3 năm 1990, Ji đã đột nhập vào một ngôi nhà nằm ở vùng núi Andong. Tại đây, ông đối đầu với chủ nhà 62 tuổi, Nam Ok-soon. Sử dụng một số sợi dây tìm thấy trong nhà, Ji trói tay bà, phủ chăn lên người và sau đó hất tung ngăn kéo lên người nạn nhân nhằm giữ bất động. Sau khi lục soát nhà để tìm những vật có giá trị, Ji đốt tấm chăn và rời khỏi, ngôi nhà nhanh chóng chìm trong biển lửa. Khoảng 1 giờ sáng ngày 16 tháng 6 cùng năm, ông vào một ngôi nhà hẻo lánh khác ở Pacheon-myeon, huyện Cheongsong; Ji đã trói bà Kim Oh-sun, 67 tuổi, cướp những tài sản có giá trị sau đó phóng hỏa cả nhà.
Vào khoảng 8 giờ tối ngày 27 tháng 9, Ji lén trộm một ngôi nhà hẻo lánh ở Andong, nhưng vì không có ai ở trong nhà vào thời điểm đó nên ông đã lấy bất kỳ món đồ có giá trị nào mà ông tìm được, trước khi đốt nhà. Vào ngày 13 tháng 10, Ji đột nhập vào một ngôi nhà biệt lập khác ở Andong; tại đây Ji khống chế bà Kim Gwi-nyeon, 58 tuổi, rồi lấy trộm một cặp nhẫn vàng. Sau đó, Ji phủ chăn lên người bà, lấy tủ ngăn kéo đè rồi châm lửa đốt nhà khiến bà Kim chết cháy. Sáu ngày sau, Ji tiếp tục đột nhập vào một ngôi nhà ở Andong, lúc này trong nhà có Park Yulmi-gol, 71 tuổi và hai người bạn của bà, Kim Soo-il, 64 tuổi và Baek Jae-su, 70 tuổi; họ ở đó để ngủ qua đêm. Sau khi đánh thức ba cụ bà, Ji đe dọa họ và đòi tiền nhưng khi cả ba người từ chối, ông trói tay chân họ bằng vạt áo và dây jeogori trước khi phủ chăn lên người cả ba. Sau đó, ông vào bếp, châm lửa đốt một bình khí hóa lỏng và ném vào phòng ngủ, rồi nó phát nổ và giết chết cả ba người phụ nữ. Vụ nổ đã cắt đứt nguồn cấp nước và điện cho khu vực, khiến người dân địa phương điều tra nguyên nhân và tìm thấy thi thể của Park cùng những người bạn của bà. Ngay sau khi cảnh sát nhận tin báo, một cuộc điều tra toàn diện được tiến hành nhằm giải quyết các vụ phóng hỏa bí ẩn và đánh bom xảy ra trong khu vực vài tháng qua.

## Bắt giữ và xét xử
Vào khoảng 9 giờ tối ngày 2 tháng 11 năm 1990, Ji lén lút quanh một ngôi nhà nông thôn ở quận Bonghwa, bắt gặp người đàn ông luống tuổi và bốn người phụ nữ. Trong khi họ  đang xem tivi, ông định dùng rìu đột nhập vào bên trong, nhưng điều này đã gây ra tiếng ồn và bị người đàn ông chú ý, sau đó trình báo với cảnh sát. Vài giờ sau, các sĩ quan đến khu vực và bắt đầu tìm kiếm rộng rãi, cuối cùng tìm thấy Ji ẩn náu trong góc phòng tại một ngôi nhà bỏ hoang. Sau khi chống cự dữ dội với các sĩ quan, cuối cùng ông đã bị còng tay và giải đi. Lúc này, Ji bắt đầu giận dữ la hét, tuyên bố ông muốn trả thù xã hội do bị kỳ thị là một phạm nhân. Ji đưa ra những tuyên bố tương tự trong các cuộc thẩm vấn sau đó, tuyên bố ông sẽ giết người nổi tiếng và các nhà lập pháp rồi tự sát.
Tại phiên tòa xét xử tội giết người, Ji đột nhiên rút lại lời thú tội, cho rằng các cảnh sát điều tra đã tra tấn bằng cách tạt nước trộn bột ớt vào người. Cáo buộc này không được tính đến, và Ji sau đó bị kết án tù chung thân. Tuy nhiên, tại phiên kháng cáo tiếp theo của phạm nhân vào năm 1991, bản án được thay đổi thành tử hình; phán quyết của tòa án nhận định sáu vụ giết người do Ji thực hiện là cực kỳ tàn ác do đó phải bị cách ly vĩnh viễn khỏi xã hội.

### Hành quyết
Ngày 2 tháng 11 năm 1995, chỉ bốn năm sau khi bản án tử hình được phê chuẩn, Ji bị treo cổ tại Trung tâm giam giữ Seoul. Ji là một trong số các phạm nhân bị hành quyết vào ngày hôm đó, bên cạnh sáu thành viên của Chí Tôn Phái và kẻ giết người hàng loạt Oen Bo-hyun.